# 丸形梨恵
丸形 梨恵（まるがた りえ、1991年12月20日 - ）は、福岡県出身の女子サッカー選手。岡山湯郷Belle所属。ポジションはディフェンダー。

## 来歴
兄の影響で自身もサッカーを始める。尊敬しロールモデルとしている選手に小笠原満男を挙げている。
2018年1月10日、ノルディーア北海道への移籍が発表された。
2024年1月15日、福岡J・アンクラスへの移籍が発表された。
2024年12月26日、岡山湯郷Belleへの移籍が発表された。

## 所属クラブ
- 2011年 - 2013年 愛媛FCレディース
- 2014年 - 2017年 福岡J・アンクラス
- 2018年 - 2023年 ノルディーア北海道
- 2024年 福岡J・アンクラス
- 2025年 - 岡山湯郷Belle